# 3588 Kirik
3588 Kirik eller 1981 TH4 är en asteroid i huvudbältet som upptäcktes den 8 oktober 1981 av den ryska astronomen Ljudmila Tjernych vid Krims astrofysiska observatorium på Krim. Den har fått sitt namn efter munken, matematikern och krönikören Kirik av Novgorod på 1100-talet.